# Uropappus clevelandi
Uropappus clevelandi là một loài thực vật có hoa trong họ Cúc. Loài này được (Greene) Greene miêu tả khoa học đầu tiên năm 1893.